# 愛知県野外教育センター
愛知県野外教育センター（あいちけんやがいきょういくせんたー）は、愛知県岡崎市千万町町に位置する野外教育施設。

## 概要

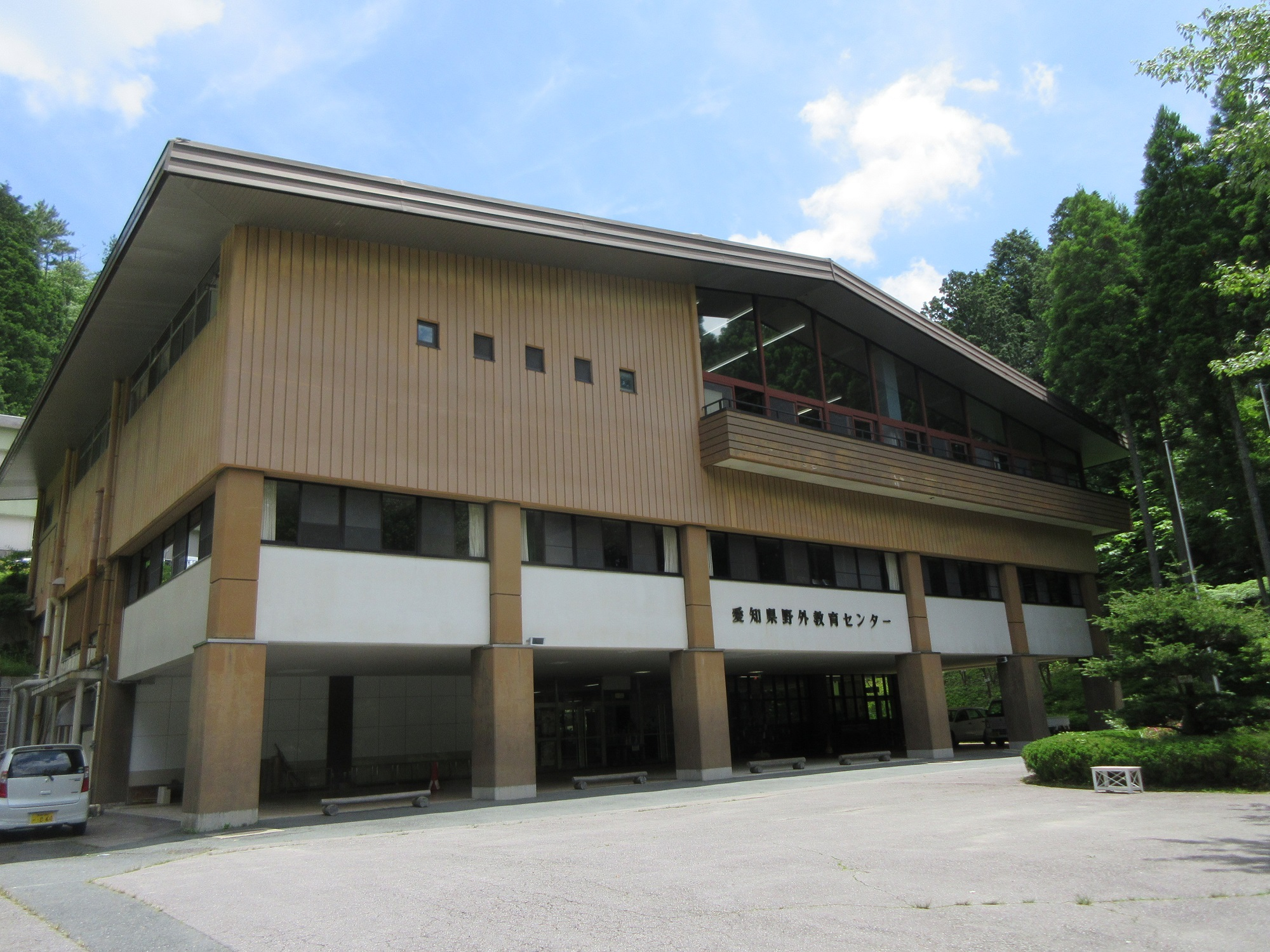
管理棟

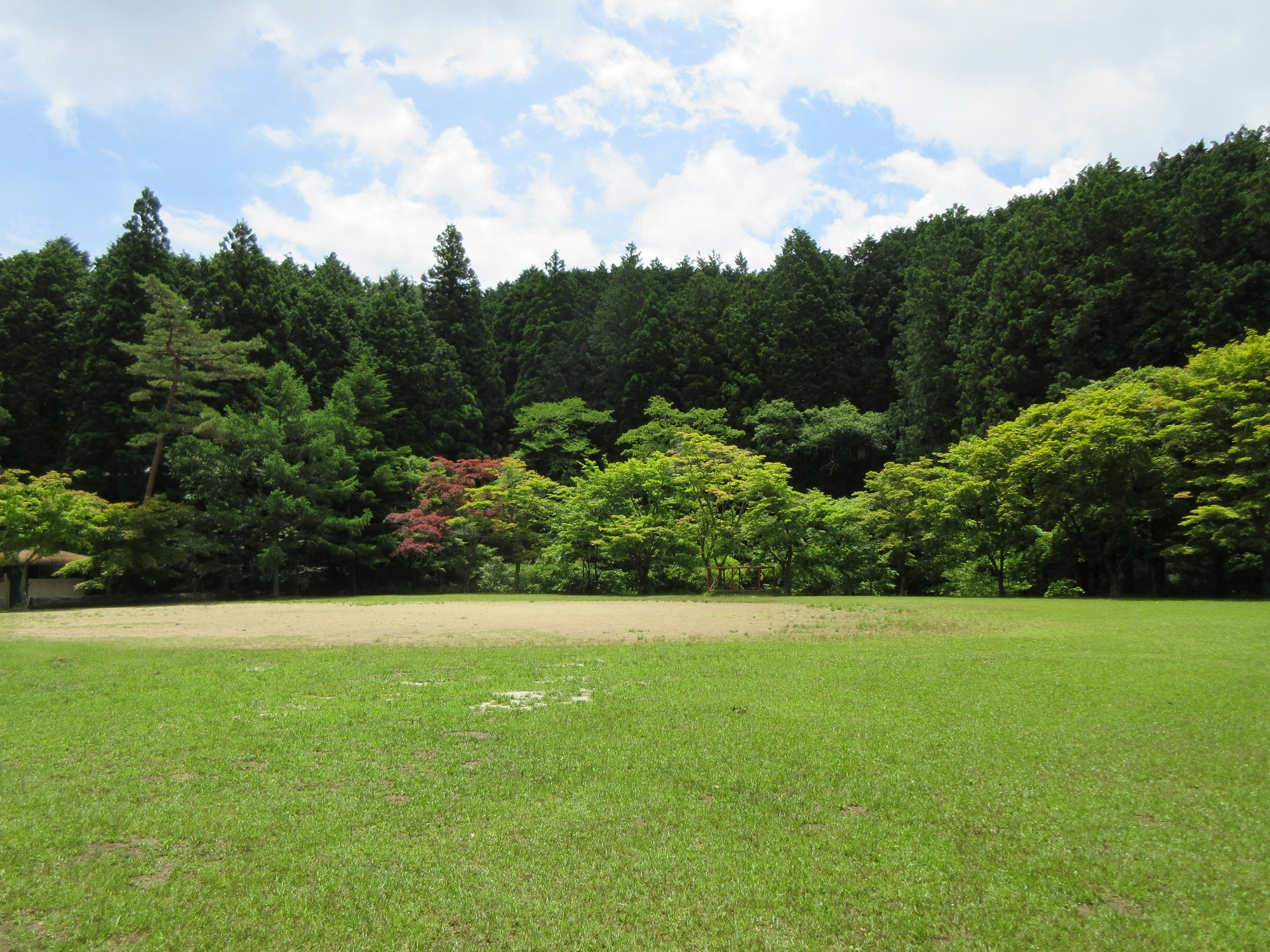
第1運動広場

旧額田町（現在の岡崎市）が企業や教育文化施設の誘致という施策に基づいて町有林を候補地に挙げ、愛知県に働きかけて設立が実現した。管理棟や体育館のある場所は個人所有の水田であったが、他はすべて町有林であった。1972年（昭和47年）4月、3階建ての管理棟、2階建ての宿泊棟、体育館、キャンプファイヤー場、運動広場、野外炊飯場などが完工。同年5月にオープンした。野外活動を通して、青少年に健全な心身の鍛練と学習の場を与え、望ましい人格を育成することを目的とする社会教育施設である。
小中学校の学校行事としての研修室、体育館の利用については無料。
毎年8月に開かれる「夏の林間学校」は20年以上続く人気の行事である。県外からも多くの家族が参加している。また、田植え体験、稲刈り体験、間伐体験などのイベントも主催している。
2017年（平成29年）3月3日から4日にかけて、森林の再生を目指す「木の駅プロジェクト」の全国の関係者が集う「第6回木の駅サミット」が開かれた。
「公益財団法人愛知県教育・スポーツ振興財団」が指定管理者を長く務めていたが、2021年（令和3年）4月1日に「特定非営利活動法人愛知ネット」に変更された。

## 施設
管理棟（鉄筋コンクリート造3階建）
ホール、研修室4室、浴室、食堂、事務室
宿泊棟（鉄筋コンクリート造2階建）
1階宿泊室21室、2階宿泊室21室、ミーティングルーム4室、多目的室2室、保健室
体育館（鉄筋コンクリート造）
バスケットボール（1面）、ミニバスケットボール（2面）、バレーボール（2面）、バドミントン（6面）、卓球（9台）
野外施設
キャンプファイヤー場（2,120m2）、運動広場（6,750m2）、野外炊飯場、野外管理棟